# Avenue Junot
Avenue Junot je ulice v Paříži. Nachází se v 18. obvodu. Název nese jméno francouzského generála Jeana Junota.

## Poloha
Ulice vede do oblouku po úbočí Montmartru od náměstí Place Marcel-Aymé a končí na Rue Caulaincourt.

## Historie
Ulice vznikla v letech 1910 až 1912 celkem ve dvou etapách. Nejprve byla postavena část mezi Rue Simon-Dereure a Rue Caulaincourt, poté v roce 1912 mezi Rue Girardon a Rue Simon-Dereure.

## Významné stavby a pamětihodnosti
- dům č. 1: divadlo Ciné 13 Théâtre umístěné za mlýnem Galette
- dům č. 2: v letech 1917–1975 zde žil malíř Gen Paul (1895–1975)
- dům č. 11: v domě bydlel malíř Charles Kvapil (1884–1957)
- dům č. 13: v domě žil až do své smrti francouzský kreslíř Francisque Poulbot
- dům č. 15: Dům Tristana Tzary, chráněný jako historická památka
- dům č. 21: místo děje filmu Vrah bydlí v čísle 21, který natočil Henri-Georges Clouzot. Ve skutečnosti toto číslo v ulici neexistuje.
- dům č. 28: Hôtel Lejeune, chráněný jako historická památka
- dům č. 30: v letech 1939–1951 zde bydlel hudebník Maurice Vieux (1884–1951)